# Хоти, Укшин
Укшин Хоти (алб. Ukshin Hoti, сербохорв. Укшин Хоти, Ukšin Hoti; 1943, село Krusha e Madhe возле Ораховаца — 1999) — югославский философ и общественный деятель. Хоти был профессором международного права и поздней философии в Университете Приштины и основателем UNIKOMB, политической партии Косова. С 1982 года он был несколько раз арестован сербскими властями. В 1994 году он был приговорён к пяти годам заключения в Дубраве. В мае 1999 года, когда его приговор закончился и он должен был быть освобождён, охранники тюрьмы передислоцировали его. Его местонахождение до сих пор неизвестно, многие правозащитники считают мёртвым.

## Биография
Он изучал политологию в Загребском и Белградском университетах, учился в аспирантурах Чикагского, Гарвардского и Вашингтонского университетах (международные отношения и политические науки). С 1975 года Хоти учил международное право в Университете Приштины и работал на административной должности в парламенте Косова.
В 1982 году он был осуждён югославским судом и провёл три с половиной года в тюрьме за поддержку протестов 1981 года, хотя ему не инкриминировали использование или агитацию насилия. В 1983 году Amnesty International признала его узником совести. 28 сентября 1994 года он был приговорён к пяти годам в исправительной колонии Дубравы за «посягательство на конституционный строй Сербии». 16 мая 1999, в день, когда он должен был быть освобождён, его последний раз видели живым трое заключённых. Вместо того, чтобы выпустить его на свободу, его перевели в тюрьму Ниша, и с тех пор Хоти пропал без вести.
В его работы входит трактат «Политическая философия албанского вопроса» (алб. Filozofia politike e çështjes shqiptare), опубликованный на английском языке в 1998 году. Он также был номинирован на премию Сахарова в 1998 году. Его брат Африм, член партии «Самоопределение», был избран членом Ассамблеи Косова на парламентских выборах 2010 года.

## Книги
- Холодная война и разрядка (Lufta e ftohtë dhe detanti)
- Политическая философия албанского вопроса (Filozofia politike e çështjes shqiptare)
- Разговор сквозь тюремную решётку (Bisedë përmes hekurash)